# Mutazione indotta
Una mutazione genetica si dice indotta quando è causata dall'azione di agenti mutageni. Il tipo di mutazione indotta può spesso essere previsto in quanto i vari mutageni hanno una certa specificità mutazionale. Non potrà però essere specificato a priori dove queste mutazioni avverranno e quindi quali conseguenze porteranno all'organismo.

## Danni da mutazioni indotte
Si distinguono i danni per mutazioni indotte in:
- Sostituzione delle basi: attraverso i cosiddetti analoghi delle basi, molecole che vengono scambiate per le basi azotate del DNA, ma che si appaiano diversamente (e quindi in modo errato). Ad esempio un analogo della adenina è la 2-ammino purina (2-AP); questa molecola sarà usata al posto di quella corretta ma, se viene protonata, si appaierà con la citosina e non con la timina come avrebbe dovuto.
- Aggiunta di gruppi sostituenti alle basi azotate. Anche in questo caso la nuova molecola provocherà una mutazione per appaiamento errato. Ad esempio la nitrosoguanina (NG) aggiunge un gruppo metilico e l'etilmetanosulfonato (EMS) aggiunge gruppi etilici.
- Danneggiamento delle basi: tramite la formazione di legami aggiuntivi tra le basi azotate o la loro perdita. Si rende così impossibile lo stesso processo di appaiamento.
- Inserzione o delezioni di basi: causate in particolare da composti chimici come la proflavina o da altri agenti intercalanti.

## Utilità delle mutazioni indotte
Le mutazioni vengono frequentemente indotte per compiere studi genetici. Spesso ad esempio si tratta un organismo con un mutageno e successivamente si inizia la cosiddetta caccia al mutante; si vanno cioè a ricercare gli individui che hanno subito una mutazione per i caratteri che si vogliono studiare. Si possono così dedurre, attraverso le analisi genetiche, quali funzioni svolgono i vari geni mutati e quale fenotipo essi determinano.